# XXV Batallón de Fortaleza de la Luftwaffe
El XXV Batallón de Fortaleza de la Luftwaffe (XXV. Luftwaffen-Festungs-Bataillon) fue una unidad de la Luftwaffe durante la Segunda Guerra Mundial.

## Historia
Fue formado el 18 de septiembre de 1944 en la base aérea de la Kriegsmarine en el Mar Báltico. Para la formación se recurrió a personal de las Escuelas de Suboficiales 2 y 4. Entró en acción en el Frente Occidental en Eifel (?). Se componía de: compañía de Plana Mayor con dos pelotones de telefonistas, dos pelotones de radiotelegrafistas, una unidad de transporte  y una de intendencia. 
- 1.ª Compañía de Fortaleza de la Luftwaffe
- 2.ª Compañía de Fortaleza de la Luftwaffe
- 3.ª Compañía de Fortaleza de la Luftwaffe
- 4.ª Compañía de Fortaleza de la Luftwaffe

El 21 de septiembre de 1944, el batallón llegó a Köln-Wahn, y el 25 de septiembre de 1944 a Rømø en Lemvig, Dinamarca. El 5 de octubre de 1944, el batallón se convirtió en el I Batallón/14.º Regimiento de Paracaidistas. El 20 de febrero de 1945 fue absorbido por la 5.ª División de Paracaidistas.